# 20880 Yiyideng
20880 Yiyideng (2000 VE57) là một tiểu hành tinh vành đai chính được phát hiện ngày 3 tháng 11 năm 2000 bởi Nhóm nghiên cứu tiểu hành tinh gần Trái Đất phòng thí nghiệm Lincoln ở Socorro.